# المفصاص (حبيش)

تعديل مصدري - تعديل

المفصاص محلة تابعة لقرية ذي ظاور، التابعة لعزلة جبل عميقة بمديرية حبيش إحدى مديريات محافظة إب في الجمهورية اليمنية، بلغ تعداد سكانها 118 حسب تعداد اليمن لعام 2004.